# Der Überfall (Tolstoi)

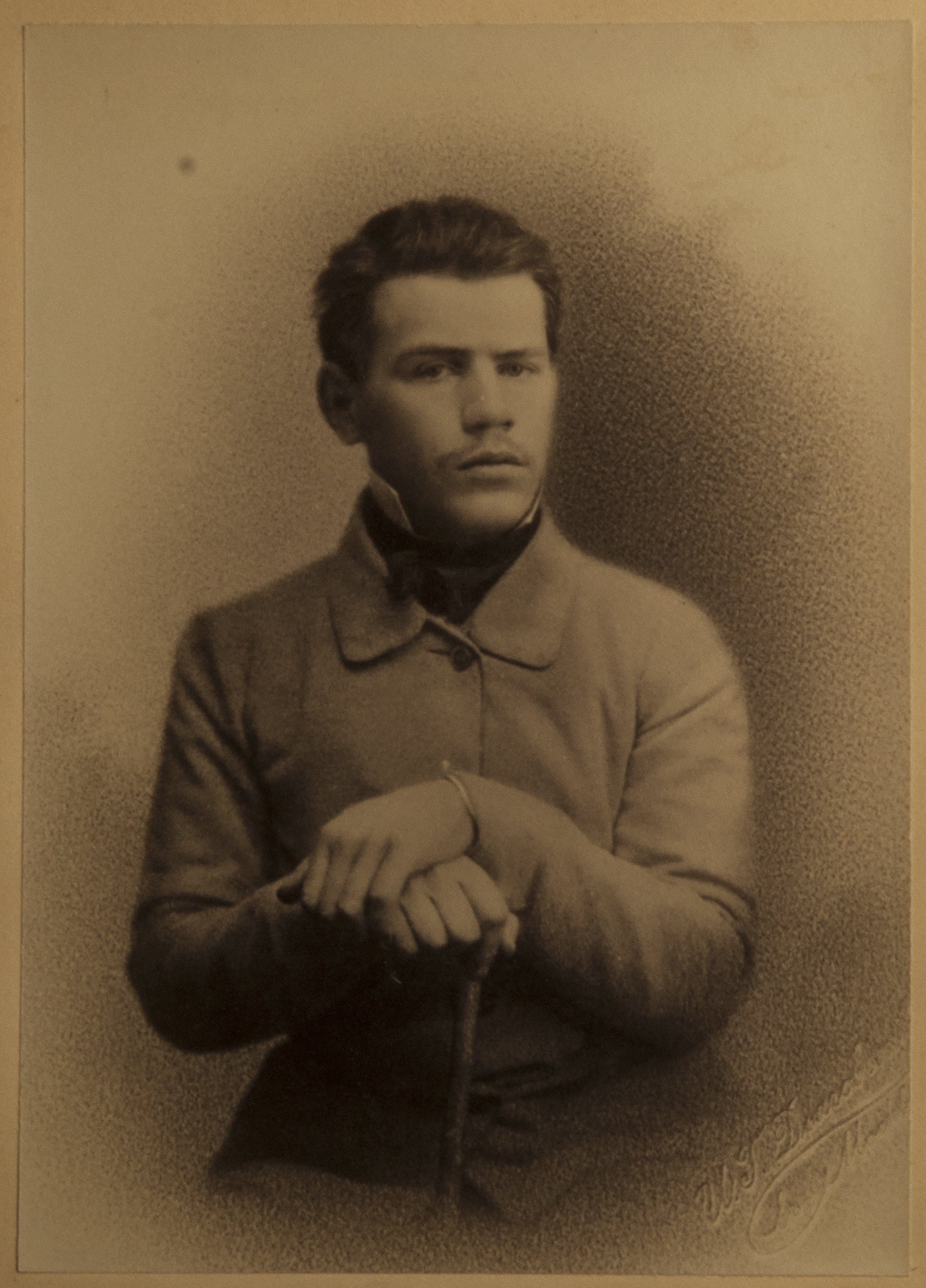
Lew Tolstoi im Jahr 1851

Der Überfall, auch Ein Überfall (russisch Набег, Nabeg), ist die erste Erzählung von Lew Tolstoi, die 1852 entstand und 1853 im Heft 3 von Nikolai Nekrassows Petersburger Sowremennik als zweite Prosaarbeit des Autors nach der Autobiographie Kindheit erschien. Eugen Diederichs brachte Raphael Löwenfelds Übersetzung 1901 in Leipzig auf den deutschsprachigen Buchmarkt. Thematisch wird der Text auch dem Sewastopol-Zyklus zugeordnet.
Erzählt wird eine Episode aus dem Kaukasuskrieg. Mitte Juli 1851 zieht ein russischer Truppenverband in das Vorfeld um das Aul Dargo gegen Schamil. Der Vorstoss gegen die ostkaukasischen Bergvölker Dagestans und Tschetscheniens endet in dem Fall zunächst mit dem Rückzug der Russen. Der Ich-Erzähler, das ist der Kriegsfreiwillige Lew Tolstoi, reitet als Beobachter mit einem russischen Bataillon in den Krieg. In die Kompanie des Hauptmanns Chlopow ist erst kürzlich der draufgängerische Fähnrich Anatoli Iwanytsch Alanin eingetreten. Als sich die Russen zurückziehen, werden sie von gegnerischen Reitern bedrängt. Alanin macht – gegen den Willen seines Kompaniechefs – mit seinen Leuten einen unbedachten Ausfall gegen den sich bei aller Angriffslust bedeckt haltenden Feind, wird verwundet und stirbt.
Was ist im Kriege Tapferkeit? Diese Grundfrage  wird von Tolstoi in dem Text so beantwortet: Tapfer ist nicht der waghalsige Fähnrich Alanin, sondern der bedachtsame, weil erfahrene Kompaniechef Chlopow.
Der Kriegsschauplatz wird im Hochsommer von schneebedeckten Kaukasusgipfeln umrahmt. Tolstoi hat inmitten solch erhabener Kulisse für das seiner Ansicht nach sinnlose Kriegsschauspiel lediglich ein Kopfschütteln übrig. Mehr noch: Anhand einiger einprägsamer Szenen wird Krieg verurteilt. Dazu nur zwei Beispiele. Erstens wird ein Bergdorf der rebellischen Dschigiten sturmreif geschossen, besetzt, verwüstet und geplündert. Die Bewohner haben längst das Weite gesucht. Nur ein zahnloser alter Tatare ist geblieben. Die Russen fesseln den zum Gefangenenaustausch brauchbaren „Gegner“ und wundern sich, weil der Alte keine Angst zeigt, sondern apathisch um sich schaut. Zweitens, der Erzähler kennt Marja Iwanowna Chlopowa. Das ist die Mutter des Hauptmanns Chlopow. Sie bewirtschaftet ein kleines Gut in der Nachbarschaft des Erzählers daheim im russischen Flachland. Der ergraute Hauptmann dient bereits achtzehn Jahre und unterstützt die Mutter von seinem spärlichen Sold. Sämtliche seiner vier bisherigen schweren Verwundungen hat er der Mutter tunlichst verschwiegen. Marja Chlopowa betet beständig zu Gott, dass ihr lieber „Junge“ Paschenka heil bleiben und zurückkehren möge.
Bereits dieser Prosaerstling lässt das Talent des Autors erahnen. Da ist zum einen der zweideutige Titel, der den Leser zu Ende der Lektüre fragen lässt: Was war nun der Überfall? Die Kanonade der Russen auf das Bergdorf als Antwort auf die Schüsse der feindlichen Tataren? Oder der Ausfall des tollkühnen Fähnrichs Alanin? Und zum anderen prägen sich dem Leser charakteristische Nebendinge ein: Es ist der Krieg, den der Erzähler aufmerksam beobachtet. Am Abend von dem Ausrücken der Russen wird der Erzähler Zeuge der exaltierten Konversation des Kommandierenden Generals der Kampftruppe mit einer adeligen Dame. Dazu der Kommentar des Erzählers: „… vor der Schlacht, von der einzig Gott weiß, wie sie ausgehen wird, scherzt dieser Mann mit einer hübschen Frau und verspricht, am nächsten Tage zum Tee zu ihr zu kommen, als sei er ihr auf einem Ball begegnet!“ Alexander Barjatinski habe Tolstoi als Vorbild für den General genommen, der mit zwanzig Offizieren in den Krieg zieht. Der Text des jungen Tolstoi wurde nach dem Erscheinen von Alexander Wassiljewitsch Druschinin, Konstantin Aksakow und Stepan Semjonowitsch Dudyschkin ob seiner lebendig-einprägsamen Bildhaftigkeit gelobt.

## Deutschsprachige Ausgaben
- Der Überfall. Auf Grund der Übersetzung von Hermann Röhl. S. 29–63 in: Gisela Drohla (Hrsg.): Leo N. Tolstoj. Sämtliche Erzählungen. Erster Band. Insel, Frankfurt am Main 1961 (2. Aufl. der Ausgabe in acht Bänden 1982)
- Der Überfall. Erzählung eines Volontärs. Aus dem Russischen. Übersetzung von Hermann Asemissen. S. 5–34 in: Lew Nikolajewitsch Tolstoi. Frühe Erzählungen.  459 Seiten, Verlag Philipp Reclam jun. Leipzig 1986 (RUB 735, 3. Aufl., Lizenzgeber: Rütten und Loening, Berlin, verwendete Ausgabe)